# Landistou
Le Landistou, est un cours d'eau qui traverse le département des Pyrénées-Atlantiques.
Il prend sa source sur la commune de Sainte-Colome et se jette dans le Béez à Asson.

## Hydronymie
L'hydronyme Landistou apparaît sous les formes
Landistoo et Landiston (1538 pour ces deux formes, réformation de Béarn) et
Laudiston (1752, dénombrement de Sainte-Colome).

## Départements et communes traversés
Pyrénées-Atlantiques :
- Asson
- Bruges-Capbis-Mifaget
- Lys
- Sainte-Colome

## Affluents
- ruisseau de Lespereu
- ruisseau de Betbeder
- ruisseau du Chourrup
- ruisseau de Bonnasserre
- ruisseau de Lazerau